# Москверо-чубань
Москве́ро-чуба́нь (Xenotriccus) — рід горобцеподібних птахів родини тиранових (Tyrannidae). Представники цього роду мешкають в Мексиці і Центральній Америці.

## Таксономія і систематика
Молекулярно-генетичне дослідження, проведене Телло та іншими в 2009 році дозволило дослідникам краще зрозуміти філогенію родини тиранових. Згідно із запропонованою ними класифікацією, рід Москверо-чубань (Xenotriccus) належить до родини тиранових (Tyrannidae), підродини Віюдитиних (Fluvicolinae) і триби Півієвих (Contopini). До цієї триби систематики відносять також роди Річковий пітайо (Ochthornis), Бурий москверо (Cnemotriccus), Бронзовий москверо (Lathrotriccus), Москверо (Aphanotriccus), Монудо (Mitrephanes), Піві-малюк (Empidonax), Піві (Contopus) і Феб (Sayornis).

## Види
Виділяють два види:
- Москверо-чубань рудоволий (Xenotriccus callizonus)
- Москверо-чубань буроволий (Xenotriccus mexicanus)

## Етимологія
Наукова назва роду Xenotriccus походить від сполучення слів дав.-гр. ξενος — чужий, незнайомий і τρικκος — дрібна пташка (в орнітології означає птаха з родини тиранових).